# Popradzki Park Krajobrazowy
Popradzki Park Krajobrazowy – park krajobrazowy o powierzchni 53 419,14 ha, obejmujący Beskid Sądecki.
Jest jednym z największych parków tego rodzaju w Polsce; został utworzony w 1987 roku. Jego otulina liczy 25 062,67 ha. Oprócz przyrody ożywionej występują tu wody mineralne (20% zasobów Polski), skałki (np. Diabelski Kamień na stoku Jaworzyny Krynickiej) czy jaskinie (np. Bania w Radziejowej). Najwyższą górą tego parku jest Radziejowa o wysokości 1262 m n.p.m.

## Położenie i zasięg
Popradzki Park Krajobrazowy znajduje się w Karpatach Zachodnich, na terenie Beskidu Sądeckiego, gdzie zajmuje górne partie pasm Radziejowej i Jaworzyny Krynickiej wraz z położoną pomiędzy nimi przełomową doliną Popradu; obejmuje także położoną w granicach Polski część Gór Czerchowskich. Rozciąga się od Krynicy i Tylicza na wschodzie po Łącko i Krościenko nad Dunajcem na zachodzie oraz od Starego Sącza na północy po granicę ze Słowacją na południu.

## Budowa geologiczna i rzeźba terenu
Tereny Parku zbudowane są z wyraźnie uławicowanych skał osadowych, takich jak piaskowce, zlepieńce i łupki, obejmowanych wspólną nazwą fliszu karpackiego. Zaliczane są one do wielkiej płaszczowiny magurskiej. Najwyższe partie Parku, czyli partie wierzchowinowe grup Radziejowej i Jaworzyny Krynickiej, budują szczególnie odporne piaskowce magurskie.
Obszar Parku charakteryzuje się ukształtowaniem terenu typowym dla gór średniej wysokości, zbudowanych z materiału fliszowego. Obie grupy (Radziejowej i Jaworzyny Krynickiej) mają postać niezbyt długich pasm, od których odchodzą liczne grzbiety boczne, rozgałęziające się kolejno w formie wielkich rozrogów. Grzbiety te, osiągające wysokości maksymalne w granicach 1100–1200 m n.p.m., stosunkowo wąskie, rozdzielane są głębokimi, krętymi dolinami o stromych stokach.
W partiach szczytowych występują miejscami oryginalne formy skalne, zbudowane z twardych piaskowców magurskich, w których możemy obserwować interesujące struktury sedymentacyjne i wietrzeniowe. Najbardziej znane z nich to Diabelski Kamień pod Jaworzyną Krynicką, Diabelskie Skały w rejonie Hali Łabowskiej czy też skałki w pobliżu Wierchu nad Kamieniem. W wielu miejscach spotkamy różnego rozmiaru formacje osuwiskowe, przy czym obok starych osuwisk, liczących sobie setki lat, możemy obserwować wciąż osuwiska tworzące się współcześnie. Największe z nich możemy obserwować m.in. w okolicach Zadnich Gór oraz Wierchu nad Kamieniem. Z osuwiskami związane są również niewielkie jeziorka osuwiskowe - największym z nich, znajdującym się już w fazie zanikania, jest staw Czarna Młaka nad Powroźnikiem.

## Flora
Szata roślinna Parku liczy około 1000 gatunków roślin kwiatowych, co stanowi blisko połowę wszystkich gatunków rosnących w Polsce. Spośród roślin niższych występuje tu ok. 500 gatunków porostów, 260 gatunków mszaków i około 400 gatunków grzybów. Znaczną część powierzchni Parku – ok. 80% – stanowią lasy.
Z uwagi na zróżnicowanie wysokości terenu, wykształciły się tu piętra roślinne:
- pogórze do 550–600 m n.p.m.
- regiel dolny do 1100 m n.p.m.
- regiel górny powyżej 1100 m n.p.m.

Znaczącą część powierzchni Parku zajmuje piętro pogórzy, które jest najbardziej przekształcone przez człowieka. Dominują w nim pola uprawne, łąki kośne i pastwiska. Wśród nich spotkamy jednak szereg większych połaci lasów, liczne zagajniki i zadrzewienia śródpolne, tworzone przez grądy - lasy mieszane z udziałem lipy (szeroko- i drobnolistnej), grabu, buka, brzozy, jesionu i in. Wśród roślin kwiatowych ok. 100 gatunków to rośliny kserotermiczne. Porastają one nasłonecznione i zaciszne stoki głównie w partii pogórzy, tworząc murawy i zarośla kserotermiczne. W dolinach Popradu i Dunajca oraz na obrzeżach większych potoków wykształciły się łęgi olchowe oraz zarośla szuwarowe z mozgą trzcinowatą, manną fałdowaną, skrzypem bagiennym oraz trzciną pospolitą.
Regiel dolny budują głównie lasy bukowe. Wśród nich wyróżnia się żyzna buczyna karpacka, w której oprócz buka spotkamy domieszki jodły pospolitej, jawora i wiązu górskiego, a w wyższych położeniach również świerka. Zespół ten charakteryzuje się w okresie wiosennym bogatym runem, w którym rosną m.in. śnieżyczka przebiśnieg, żywiec gruczołowaty, kokorycz pełna, konwalijka dwulistna, czosnek niedźwiedzi, przetacznik górski, kilka gatunków storczykowatych i in. Na stanowiskach uboższych występują obszary kwaśnej buczyny górskiej.
Regiel górny, występujący wyłącznie w Paśmie Radziejowej, zajmuje stosunkowo ubogi w gatunki bór świerkowy z borówczyskami.
Na obszarze Parku występują rośliny alpejskie, takie jak kuklik górski, pięciornik złoty, fiołek dwukwiatowy, widliczka ostrozębna czy widłak alpejski. Spośród gatunków subalpejskich można wymienić miłosnę górską, omiega górskiego, ciemiężycę zieloną, jaskra platanolistnego i in. W okolicach Rytra znajduje się tu również jedyne w Polsce naturalne stanowisko głogu wielkoowocowego. Warte uwagi jest ponadto występowanie na tym terenie (w masywie Radziejowej – na jedynym stanowisku w Polsce) endemicznego pierwiosnka omączonego wpisanego do Polskiej Czerwonej Księgi Roślin jako gatunek krytycznie zagrożony.

## Fauna
W rozległych, zwartych lasach żyje wiele gatunków ssaków leśnych, jak np.: wilki, rysie, jelenie, sporadycznie żbiki i niedźwiedzie. Z mniejszych drapieżników spotkamy tu lisa, tchórza, kuny (leśną i domową) oraz łasicę. W dolinach Dunajca i Popradu występuje lokalnie bóbr, pojawia się również wydra.
Na terenie Parku spotykanych jest ok. 160 gatunków ptaków. Do najrzadszych należą głuszec, jarząbek, orzeł przedni, orlik krzykliwy, płochacz halny, drozd obrożny, puchacz i puszczyk uralski. Gniazduje tu, widywany czasem w płytkich wodach Popradu bocian czarny, a także największy  z naszych dzięciołów – dzięcioł czarny.
Z gadów spotkamy tu jaszczurki: żyworodną, zwinkę i beznogiego padalca. Węże reprezentują zaskroniec i żmija zygzakowata, a do rzadko spotykanych osobliwości należy wąż Eskulapa. Z płazów bezogonowych, obok szeregu gatunków żab i ropuch występuje tu kumak górski, zaś płazy ogoniaste reprezentują wszystkie cztery gatunki krajowych traszek (zwyczajna, grzebieniasta, górska i karpacka) oraz salamandra plamista.
Na polach, śródleśnych łąkach, polanach i przydrożach można naliczyć ok. 65 gatunków motyli. Do najbardziej atrakcyjnych należą paź królowej, paź żeglarz i niepylak mnemozyna. Obecność martwego drewna bukowego umożliwia bytowanie jednego z najpiękniejszych polskich chrząszczy – nadobnicy alpejskiej.

## Inne formy ochrony przyrody

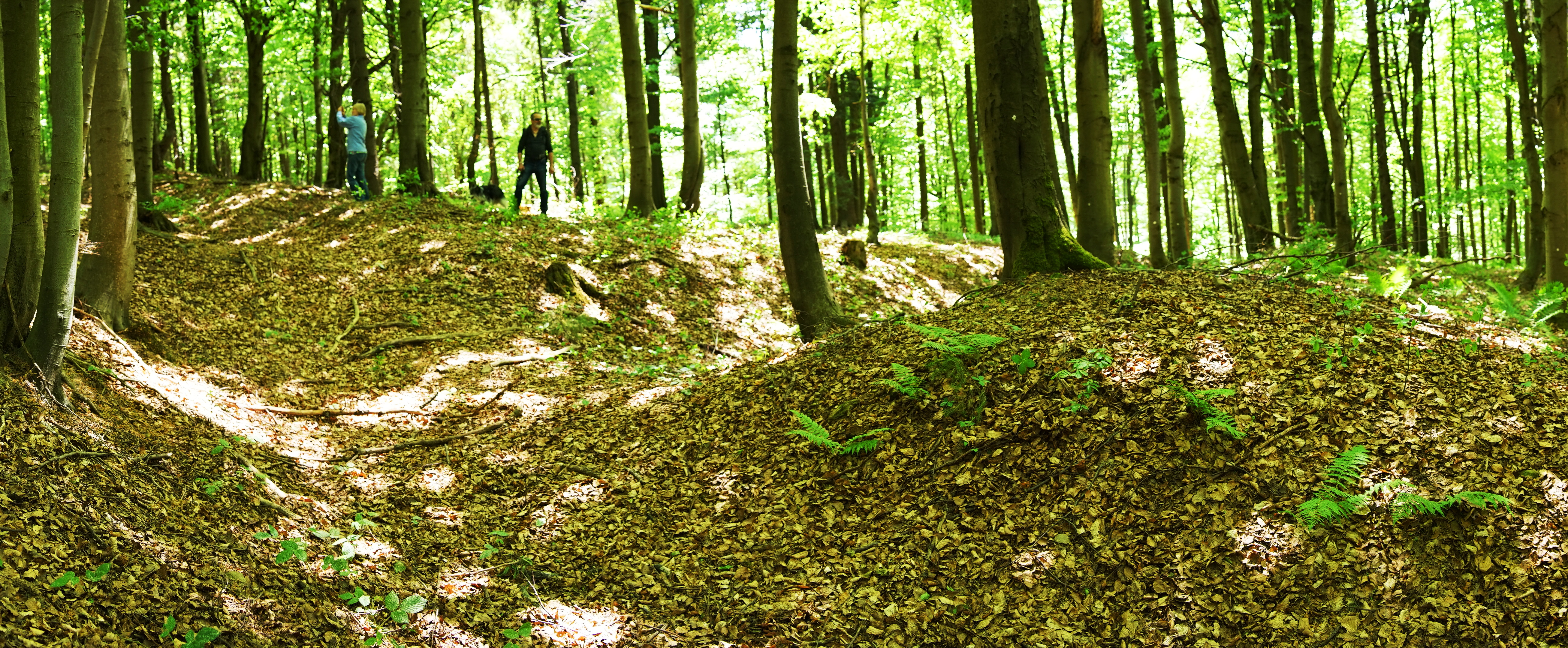
Rezerwat przyrody Okopy Konfederackie (obóz warowny z XVIII w.)

Popradzki Park Krajobrazowy objął swoim zasięgiem 13 rezerwatów przyrody. Są to rezerwaty: Baniska, Barnowiec, Hajnik, Kłodne nad Dunajcem, Las Lipowy Obrożyska, Lembarczek, Łabowiec, Nad Kotelniczym Potokiem, Okopy Konfederackie, Pusta Wielka, Uhryń, Wierchomla i Żebracze. Kolejne 4 rezerwaty zlokalizowane są w południowo-zachodnim płacie otuliny: Biała Woda, Wąwóz Homole, Wysokie Skałki i Zaskalskie-Bodnarówka.
Ponadto na terenie Parku znajduje się prawie 130 pomników przyrody oraz 4 użytki ekologiczne: „Bunior”, „Łąka ostrożeniowa”, „Gminny Park Ekologiczny” i „Stary kamieniołom”. Wśród pomników przyrody są m.in. największa i najwydajniejsza w Polsce mofeta na pograniczu Jastrzębika i Złockiego, liczne źródła mineralne, staw Czarna Młaka w Powroźniku oraz kilka interesujących skałek piaskowcowych.